# Cota tinctoria
Cota tinctoria, là một loài thực vật thuộc chi Cota trong họ Cúc. Loài này phân bố ở Địa Trung Hải và Tây Á. Lá có lông, hoa màu vàng như hoa cúc, nở vào mùa hè. Cây cao đến 60 cm. Trong nghề làm vườn, loài cây này vẫn được gọi rộng rãi bằng tên đồng nghĩa của nó là Anthemis tinctoria.
Loài cây này không được sử dụng ẩm thực hoặc sử dụng thương mại hạn chế cho mục đích làm dược phẩm. Tuy nhiên, nó tạo ra màu vàng và đã từng được làm thuốc nhuộm.